# Viișoara (gmina Todirești)
Viișoara – wieś w Rumunii, w okręgu Vaslui, w gminie Todirești. W 2011 roku liczyła 128 mieszkańców.